# Бранко Стевановић
Бранко Стевановић (Бачка Топола, 1966) српски је књижевник.

## Биографија
Одрастао је на Криваји и у Севојну. Живи у Београду. Уређивао је листове за децу предшколског и основношколског узраста.
Приредио је избор из поезије и кратке прозе Љубивоја Ршумовића „Чини ми се вековима“ (2009, 2015) и избор из кратке прозе и поезије Владимира Андрића „Савршен дармар“ (2019).
Један је од приређивача књиге „Кроз Београдски зоолошки врт“ (2005, 2011).
Са Игором Коларовим је приредио избор из савремене српске поезије за децу „Е, баш то!“ (лектира за други разред основне школе, 2009), избор из српске поезије за децу „Од Змаја до бескраја“ (лектира за први и други разред основне школе, 2010) и избор из дела 30 писаца за децу „Зрењанински ватромет“ (поводом 40. зрењанинске „Песничке штафете“, 2014).
Са Горданом Малетић је приредио избор из  поезије за децу Јована Јовановића Змаја „Згодно место“ (2019).
Његова драма у стиховима за децу „Прича о принцу јединцу“ извођена је на сцени Краљевачког позоришта (2003/2004), Градског позоришта „Театар 91“ у Алексинцу (2009/2010), Шабачког позоришта (2010/2011) Позоришта лутака у Нишу (2017/2018), а емитована је и као радио драма, на таласима Радио Београда.
Поезијом и кратком прозом заступљен је у антологијама, лектири и  уџбеницима за основну школу. Неке песме и кратке приче су му преведене на руски, русински, мађарски, румунски и бугарски језик.

## Књижевна дела

### Књиге за одрасле
- „Трајања“ (песме, 1986)
- „Никола Врана и голубови“ (мини приче, 1990)
- „Врло друштвена игра“ (песме, 1994)
- „Употреба детета“ (песме, 2000)
- „Упркос годинама / Вопреки годам“ (песме, 2023).

### Књиге за децу
- „Зоолошка песмарица“ (песме, 1996, 2007)
- „Прича о принцу јединцу“ (бајка за извођење, 2004)
- „Лепо ти кажем“ (песме и приче, 2007)
- „Ето тако“ (песме и приче, 2009, 2014)
- „Како сам био зец“ (аутобиографска проза, 2010)
- „Овако је то било“ (приче, 2010, 2016)
- „Авантуре Краљевића Марка“ (песме, 2011, 2016, 2018)
- „Позориштанције“ (три драмска текста, 2013)
- „Строго поверљива књига“ (песме, 2019)
- „Благо нама са животињама“ (песме, 2023)
- „Нешто лично и томе слично“ (песме, 2024).

### Коауторске књиге
- „Урнебесна физика“ (са Светиславом Пауновићем и Игором Коларовим, 2015)
- „Урнебесна хемија“ (са Драганом Петровић Косановић, Андрејом Лесковац и Зораном Пеневским, 2019).

### Сликовнице
- „Фока из потока“ (2008)
- „Када се лаву замрси грива“ (2008)
- „Наглавачке / Totágast“ (2010)
- „Врабац Тужибабац“ (2019).

### Спарати
- „Приче о животињама“ (2006)
- „Календарске песме“ (2008).

## Награде
- Прва награда публике 16. Фестивала поезије „Смедеревска песничка јесен“ (1985)
- „Паунова награда“ Народне библиотеке у Ужицу (2004)
- „Дечја књига године“ 52. Међународног београдског сајма књига (2007)
- „Змајев песнички штап“ 53. Змајевих дечјих игара (2010)[1]
- „Сребрно Гашино перо“ 23. Међународног фестивала хумора за децу у Лазаревцу (2011)
- Књижевна награда „Момчило Тешић“ Општине Пожега (2011)
- Плакета „Сима Цуцић“ Банатског културног центра (2012)
- Прва награда Жирија дечје критике „Доситејево перо“ (2012)
- Награда „Невен“ Пријатеља деце Србије за белетристику (2012)
- Награда Змајевих дечјих игара за изузетан стваралачки допринос савременом изразу у књижевности за децу (2014)
- Награда „Невен“ Пријатеља деце Србије за популарну науку (2016)
- Трећа награда Жирија дечје критике „Доситејево перо“ (2017)
- Награда Књижевне заједнице Златиборског округа „Михаило Ћуповић“ за укупан допринос књижевности за децу (2018)
- Награда „Књажевачко златно руно“ за допринос стваралаштву за децу и разиграном детињству (2018)
- Награда „Златни кључић Смедерева“ 50. међународног фестивала поезије Смедеревска песничка јесен (2019)
- Проглашен за личност године у часопису Вукове задужбине „Даница за младе“ (2019)
- Проглашен за „Принца Дјечијег царства“ за животно дело и допринос дечјем стваралаштву (Бања Лука, 2021)
- Повеља „Наиса“ 13. Медијана фестивала дечјег стваралаштва и стваралаштва за децу (2022)
- Плакета „Златна булка“ Међународног фестивала песника за децу у Црвенки за допринос стваралаштву за децу (2022)
- „Златно Гашино перо“ 35. Међународног фестивала хумора за децу у Лазаревцу за допринос ведрини детињства (2023)
- Награда „Гордана Брајовић“ Општине Алексинац и „Вечерњих новости“ (2024).